# Архипов, Юрий Михайлович
Юрий Михайлович Архипов (10 августа 1923 года — 24 мая 2002 года) — участник Великой Отечественной войны, командир отделения 1216-го стрелкового полка 364-й стрелковой дивизии 54-й армии Ленинградского фронта, старший сержант.
Герой Советского Союза (24.03.1945), младший лейтенант запаса (с 1946 года).

## Биография
Родился 10 августа 1923 года в деревне Новоникольское (ныне — Знаменского района Тамбовской области) в семье крестьянина. Русский. Член КПСС с 1962 года. Образование неполное среднее. Работал слесарем на московском заводе.
В Красную Армию призван в сентябре 1941 года и направлен в действующую армию.
Командир отделения 1216-го стрелкового полка (364-я стрелковая дивизия, 54-я армия, Ленинградский фронт) старший сержант Юрий Архипов отличился 31 марта 1944 года при прорыве глубоко эшелонированной обороны противника по реке Великая у города Остров Псковской области.
Взвод под его командованием блокировал и захватил вражеский дзот, участвовал в овладении опорным пунктом в деревне Огнянниково Палкинского района Псковской области, успешно отразил вражескую контратаку.
В ходе боевых действий было уничтожено орудие, несколько пулемётов и много вражеских солдат. В этом бою старший сержант Юрий Архипов был тяжело ранен.
Указом Президиума Верховного Совета СССР от 24 марта 1945 года за образцовое выполнение боевых заданий командования на фронте борьбы с немецко-фашистскими захватчиками и проявленные при этом мужество и героизм, старшему сержанту Архипову Юрию Михайловичу присвоено звание Героя Советского Союза с вручением ордена Ленина и медали «Золотая Звезда» (№ 8031).
После войны младший лейтенант Ю. М. Архипов — в запасе. Жил в Москве. Работал во Всесоюзном научно-исследовательском институте электрификации сельского хозяйства. 
Умер 24 мая 2002 года.

## Награды
- Медаль «Золотая Звезда» Героя Советского Союза (№ 8031)
- Орден Ленина
- Орден Отечественной войны I степени
- Орден Славы III степени
- Медали, в том числе:
  - Медаль «За победу над Германией в Великой Отечественной войне 1941—1945 гг.»
  - Юбилейная медаль «Двадцать лет Победы в Великой Отечественной войне 1941—1945 гг.»
  - Юбилейная медаль «Тридцать лет Победы в Великой Отечественной войне 1941—1945 гг.»
  - Юбилейная медаль «Сорок лет Победы в Великой Отечественной войне 1941—1945 гг.»

## Память
- Похоронен на Кузьминском кладбище в Москве (участок 2).
- На доме, в котором жил Герой Советского Союза Ю. М. Архипов, установлена мемориальная доска.